# Семантичний ідеалізм
Семанти́чний ідеалі́зм — течія загальної семантики у філософії, яка визначає, що центральною проблемою філософії є проблема мови, аналіз відношення між знаком (словом) і його змістом.
Семантичний ідеалізм вважається також різновидом неопозитивізму.

## Історія
Напрям зародився у 30-х роках 20 століття. Представники семантичного ідеалізму, серед яких зокрема Стюарт Чейз, Рудольф Карнап та Альфред Джулс Еєр, вважали, що мова служить засобом позначення не реальних предметів і явищ дійсності, а фактів досвіду та існування об'єктивного світу. Семантичні ідеалісти повністю заперечували реальне значення понять, вважаючи їх свого роду фікціями, які породжені мовою. Так, Стюарт Чейз наголошував, що слова зовсім не мають ніякого значення, вони лише символи, подібно до символів X або У.